# Karch Kiraly
Karch Kiraly, de son vrai nom Charles Kiraly, est un ancien joueur américain de volley-ball né le 3 novembre 1960 à Jackson dans le Michigan. Double champion olympique de volley-ball, aux jeux de Los Angeles et jeux de Séoul, il a ensuite fait carrière en beach-volley obtenant le premier titre olympique de la spécialité aux jeux d'Atlanta. Récompensé de plusieurs distinctions à titre individuel, il est considéré comme le meilleur joueur de l'histoire du volley-ball. Il vit à San Clemente en Californie.

## Biographie
Kiraly découvre le volley-ball à l'âge de six ans avec son père, lui-même ancien pratiquant de la discipline (il a été international junior avec la sélection de Hongrie). Ils évoluent même ensemble dans une compétition de beach-volley lorsqu'il a onze ans.
Il effectue ses années de high school à Santa Barbara high school, conduisant son équipe à un titre de champion de Californie du Sud en 1978. Durant la même période, il fait ses débuts sous les couleurs de la sélection américaine juniore. Il rejoint ensuite les UCLA Bruins de l'Université de Californie à Los Angeles où il évolue dans le Championnat NCAA. Avec les Bruins, il remporte trois titres de champion en 1979, 1981 et 1982, dont deux saisons sans connaître la moindre défaite lors de ses premiers et derniers titres. Sous les couleurs d'UCLA, il dispute 129 rencontres, ne connaissant qu'à cinq reprises la défaite. Sur ses quatre années universitaires, il est élu à quatre reprises dans la All American. L'université retire plus tard son maillot en 1992 puis l'introduit dans son Hall Of Fame en 1993 avec sept autres sportifs dont l'athlète Greg Foster. D'un point de vue universitaire, ses quatre années d'études se soldent par un diplôme en biochimie.
À l'époque, il a déjà rejoint l'équipe des États-Unis, obtenant une médaille d'argent au Championnat d'Amérique du Nord 1981. Lors de l'édition suivante, en 1983, la sélection américaine remporte la médaille d'or. Los Angeles accueille les Jeux olympiques l'année suivante. Bien qu'étant le joueur le plus jeune de sa sélection, Il en est l'un des éléments essentiels, participant à l'ensemble des rencontres. Les Américains remportent le titre olympique. La saison suivante, il devient capitaine de la sélection qui remporte deux titres, le Championnat d'Amérique du Nord et la Coupe du monde, événement qui, en raison du forfait de l'URSS pour boycott lors des derniers jeux, a pris de l'importance dans l'optique du crédit à donner au précédent tournoi olympique.
En 1986, les États-Unis continuent de dominer le volley-ball mondial en remportant le titre de Champion du monde 1986, championnat disputé en France. Il est élu dans l'équipe du tournoi. La même saison, il est nommé World's Best Volleyball Player par le président de la Fédération internationale de volley-ball (FIVB).
Kiraly continue sa collection de médaille internationale en remportant les Jeux panaméricains 1987 de Indianapolis. Lors du championnat d'Amérique du Nord, les États-Unis remportent la médaille d'argent, devancé par Cuba.
Lors des jeux de Séoul, les États-Unis remportent leurs cinq rencontres du premier tour, éliminent le Brésil en demi-finale  et remportent finalement le titre en s'imposant en finale face à l'URSS par trois sets à un.
Il évolue ensuite deux saisons en beach-volley puis rejoint le Championnat d'Italie pour évoluer avec le club de Messagero Ravenne. Il remporte le titre italien, Coupe d'Italie en 1991, et deux titres européens eu 1992 avec la Ligue des champions, plus grande compétition de club en Europe, et la Supercoupe d'Europe. En parallèle de sa carrière en indoor en Italie, il continue durant l'inter-saison une carrière dans une ligue professionnelle de beach-bolley, l'Association of Volleyball Professionals (AVP).
Après deux saisons, il décide de se consacrer uniquement à sa carrière en beach-volley. Il fait d'abord équipe avec Sinjin Smith. Kiraly devient rapidement le joueur majeur de la discipline: il remporte 16 tournois sur 19 en 1992, 18 sur 20 en 1993, 17 sur 22 en 1994. Il ajoute encore 12 victoires en l'année suivante et 11 en 1996. Mais cette dernière année est importante dans la carrière de Kiraly car elle voit la première édition d'un tournoi de beach-volley aux jeux (le beach-volley avait été sport de démonstration aux jeux de Barcelone), malgré le désavantage, pour les instances du Comité international olympique (CIO) de présenter différentes fédérations gouvernant ce sport, la FIVB et l'AVP chez les hommes. Kiraly qui forme avec Kent Steffes l'une des trois doublettes américaines, se débarrasse de son ancien partenaire Smith qui fait équipe avec Carl Henkel 17-15, après que ceux-ci ont eu des occasions de victoire à 13-14 puis 14-15. En finale, la paire Kiraly / Steffes retrouvent une autre paire américaine en finale Dodd / Whitmarsh, finale remportée en deux sets 12-5, 12-8.
Malgré une grave blessure en 1997, il retrouve la compétition et remporte quatre victoires. Il continue sa carrière en beach-volley les années suivantes, se construisant le plus grand palmarès de la discipline: à sa retraite en 2007, à 47 ans, il a remporté 144 victoires sur le sol américain, accumulant 3 114 998 $ de gains.
Il reste toutefois dans le monde du volley-ball à l'issue de sa carrière : il fonde la Karch Kiraly Volleyball Academy qui enseigne les principes fondamentaux du sport à de jeunes volleyeuses. En, avril 2009, il rejoint l'équipe des États-Unis féminine en tant qu'assistant-coach.

## Distinctions personnelles
Très tôt, son talent est récompensé à titre individuel. Dès ses années de high scool, il est nommé MVP en 1978 pour une saison sans défaite. Puis sa carrière NCAA universitaire est couronnée de quatre sélections en All America, puis il est nommé au Hall Of Fame de UCLA en 1993, université qui a retiré son maillot.
Sous le maillot américain, il est nommé MVP lors du Pacific Rim Tournament, est nommée FIVB Sportsmanship en 1984. En 1985, il est de nouveau MVP lors de la victoire en coupe du monde. L'année suivante, c'est le président de la FIVB qui le désigne World's Best Volleyball Player. La même saison, il fait partie de l'équipe type du championnat du monde.
Les distinctions sur le circuit AVP sont nombreuses: AVP Most Valuable Player à six reprises en  1990, 1992, 1993, 1994, 1995, 1998, meilleur joueur offensif en 1990, 1993, 1994, meilleur défenseur en 2002, Sportsman of the Year (meilleur esprit sportif) 1995, 1997, 1998.
En 2001 la FIVB le désigne comme le joueur du siècle avec l'Italien Lorenzo Bernardi.

## Clubs
| Club                            | Pays       | De        | À         |
| ------------------------------- | ---------- | --------- | --------- |
| UCLA Bruins                     | États-Unis | 1979-1980 | 1981-1982 |
| Équipe nationale des États-Unis | États-Unis | 1982-1983 | 1987-1988 |
| Beach-volley                    | ———        | 1988-1989 | 1989-1990 |
| Ravenne                         | Italie     | 1990-1991 | 1991-1992 |
| Beach-volley                    | ———        | 1992-1993 | 2006-2007 |

## Palmarès
- En club
  - Championnat d'Italie : 1991
  - Coupe d'Italie : 1991
  - Championnat NCAA : 1979, 1981, 1982
  - Ligue des champions : 1992
  - Supercoupe d'Europe : 1992
- En équipe nationale des États-Unis
  - Jeux olympiques : 1984, 1988
  - Championnats du monde : 1986
  - Championnat d'Amérique du Nord : 1983, 1985
  - Jeux Pan-Américains : 1987
  - Coupe du monde : 1985